# Burgui
Burgui (em castelhano) ou Burgi (em basco) é um município da Espanha na província e comunidade autónoma de Navarra. Tem 64,33 km² de área e em 2021 tinha 193 habitantes (densidade: 3 hab./km²).

## Demografia
| Variação demográfica do município entre 1991 e 2004 | Variação demográfica do município entre 1991 e 2004 | Variação demográfica do município entre 1991 e 2004 | Variação demográfica do município entre 1991 e 2004 |
| --------------------------------------------------- | --------------------------------------------------- | --------------------------------------------------- | --------------------------------------------------- |
| 1991                                                | 1996                                                | 2001                                                | 2004                                                |
| 258                                                 | 253                                                 | 233                                                 | 236                                                 |